# Kindya
Kindya oder Kindye (altgriechisch Κινδύη Kindýē) war eine antike Stadt in Karien, mutmaßlich eine Stätte nahe den Ortsteilen Sığırtmaç (in älteren Quellen auch Sırtmaç oder Sirtmash) und Üçpınar des Mahalle (Gemeindebezirk) Dörttepe der Gemeinde Milas in der türkischen Provinz und Großstadtgemeinde (Büyükşehir Belediyesi) Muğla. Dort sind Reste einer Akropolis sowie von Befestigungen und Gebäuden zu sehen.

Zu der Stadt gehörte das nach ihr benannte Heiligtum der Artemis Kindyas, deren Tempel nach einer Mitteilung des Geographen Strabon nie von Regen oder Schnee benetzt wurde. Zur Zeit Strabons gab es die Stadt Kindye aber bereits nicht mehr, denn er zählt lediglich diesen Tempel bei seiner Beschreibung der in der Nähe liegenden Stadt Bargylia auf und erwähnt, dass es früher auch eine Stadt Kindye gegeben habe. Ähnliches ist in einem Fragment des Historikers Polybios überliefert, wo nach einer Sage der Bargylier das im Freien stehende Kultbild der Artemis Kindyas nicht von Regen oder Schnee benetzt würde, was Polybios als nicht glaubhaft bezeichnet. Im 16. Buch seiner Historien, aus dem dieses Fragment stammt, behandelt Polybios die Feldzüge König Philipps V. von Makedonien an der Westküste Kleinasien im Jahr 201 v. Chr., die den Zweiten Makedonischen Krieg auslösten. Nachdem das Heiligtum der Artemis Kindyas auch hier den Bewohnern der Nachbarstadt Bargylia zugerechnet wird, hat bereits zu diesem Zeitpunkt Kindya als Stadt offenbar nicht mehr bestanden. Indirekte Erwähnung über einen von dort stammenden Mann namens Pixodaros erfährt die Stadt auch bei Herodot, der ihn Kindyeus („aus Kindye“) nennt. Daneben finden sich spärliche inschriftliche Erwähnungen, in denen die Stadt oder einer ihrer Bewohner oder der Tempel der Artemis Kindyas genannt sind. Nach den Tributlisten des Attisch-Delischen Seebundes zahlte Kindya 100 Drachmen Tribut.